# Pernilla Stålhammar
Eva Karin Pernilla Stålhammar, född Johansson 14 september 1971 i Linköping, är en svensk politiker (miljöpartist) som var riksdagsledamot 2014–2018 och 2019–2021 för Stockholms kommuns valkrets.

## Biografi
Stålhammar är bosatt i Stockholm och har bland annat arbetat på Utrikesdepartementet och Sida och varit Sveriges representant i Afrikanska utvecklingsbankens styrelsearbete. Hon har lett partistyrelsens internationella kommitté och har tidigare varit talesperson för utrikes-, säkerhets- och biståndsfrågor, samt social-, hälsosjukvårds- och folkhälsopolitik.
Hösten 2017 anklagade hon en tjänsteman på Miljöpartiets riksdagskansli för att vara ett säkerhetshot på grund av kopplingar till Ryssland. Hon fick senare backa från dessa anklagelser och fråntogs rollen som partiets utrikespolitiska talesperson. Hon förlorade även sitt uppdrag i utrikesnämnden.
I valet 2018 tog hon sig inte in i riksdagen, men i januari 2019 fick hon en plats som statsrådsersättare för Per Bolund. Stålhammar var från februari 2021 ledamot i riksdagens kulturutskott och Miljöpartiets kulturpolitiska talesperson, och har tidigare varit ledamot i utrikesnämnden, utrikesutskottet och socialutskottet.
Stålhammar meddelade den 30 september 2020 att hon ställde upp i Miljöpartiets språkrörsval 2021. Hon drog tillbaka sin kandidatur den 20 januari 2021 – tio dagar före kongressen.
När Miljöpartiet lämnade regeringen i november 2021 och Per Bolund återtog sin riksdagsplats lämnade Stålhammar riksdagen.